# Psary
Psary [pronunciación en polaco: /ˈpsarɨ/] es un pueblo ubicado en el distrito administrativo de Gmina Bielawy, dentro del Distrito de Łowicz, Voivodato de Łódź, en Polonia central. Se encuentra aproximadamente a 4 kilómetros al sur de Bielawy, a 21 kilómetros al oeste de Łowicz, y a 31 kilómetros al noreste de la capital regional Łódź.